# Виценко, Алексей Александрович
Алексей Александрович Виценко (род. 20 апреля 1990) — российский лыжник. Мастер спорта России.

## Биография
Представляет Республику Коми и общество «Динамо». Тренеры — А. В. Нутрихин, А. А. Бутырев.
Серебряный призёр юниорского первенства мира 2010 года в Хинтерцартене (Германия) в эстафете, а в личных дисциплинах был седьмым и десятым. Трёхкратный чемпион России среди юниоров 2010 года.
Чемпион и неоднократный призёр чемпионатов России, в том числе выигрывал золото в 2016 году в командном спринте, завоёвывал бронзу в 2010 и 2015 годах в эстафете, в 2017 году — в гонке на 50 км. Становился победителем этапов Кубка России.
В составе резервной сборной России выступал с 2009 года, когда дебютировал на Кубке Восточной Европы. Призёр этапов Кубка Восточной Европы. В сезоне 2016/17 стал победителем общего зачёта этих соревнований.
На Кубке мира дебютировал 22 января 2011 года на этапе в Отепя, стал 44-м в гонке на 15 км. Затем долгое время в основной состав не проходил, проведя ещё только две гонки в сезоне 2010/11 и одну — в сезоне 2014/15. В 2017 году вернулся в первый состав сборной. На соревнованиях «Тур де Ски» 2018 года занял 18-е место в общем зачёте.